# كانا (إيطاليا)
كانا هي مدينة وكومونا في مقاطعة كزنسة في منطقة قلورية، جنوب إيطاليا.